# Eleição municipal de Uberaba em 2004
A eleição municipal da cidade brasileira de Uberaba ocorreu no dia 3 de outubro de 2004.
Com diferença de votos bastante elevada, Anderson Adauto (PL) foi eleito prefeito de Uberaba com 67,21% dos votos no primeiro turno.

## Candidatos
|  | Nº | Candidato(a) a prefeito | Candidato(a) a prefeito                                        | Candidato(a) a vice-prefeito | Candidato(a) a vice-prefeito                                 | Coligação |
|  | -- | ----------------------- | -------------------------------------------------------------- | ---------------------------- | ------------------------------------------------------------ | --- |
|  | 16 |                         | Adriano Espíndola (PSTU) Adriano Espíndola Cavalheiro Advogado |                              | Daniel Soares (PSTU) Daniel Soares Felipe Metalúrgico        | Sem coligação - Partido Socialista dos Trabalhadores Unificado (PSTU) |
|  | 22 |                         | Anderson Adauto (PL) Anderson Adauto Pereira Advogado          |                              | José Elias Miziara (PMDB) José Elias Miziara Neto Engenheiro | Todos por Uberaba - Partido Liberal (PL) - Partido do Movimento Democrático Brasileiro (PMDB) - Partido Progressista (PP) - Partido dos Trabalhadores (PT) - Partido Trabalhista Brasileiro (PTB) - Partido Social Liberal (PSL) - Partido Social Cristão (PSC) - Partido Liberal (PL) - Partido Popular Socialista (PPS) - Partido dos Aposentados da Nação (PAN) - Partido da Social Democrata Cristão (PSDC) - Partido Renovador Trabalhista Brasileiro (PRTB) - Partido da Causa Operária (PCO) - Partido Humanista da Solidariedade (PHS) - Partido da Mobilização Nacional (PMN) - Partido Trabalhista Cristão (PTC) - Partido Socialista Brasileiro (PSB) - Partido Comunista do Brasil (PCdoB) - Partido Trabalhista do Brasil (PTdoB) |
|  | 45 |                         | Fahim Sawan (PSDB) Fahim Miguel Sawan Médico                   |                              | Turkinho (PDT) Rodolfo Luciano Cecílio                       | Uberaba quer mais - Partido da Social Democracia Brasileira (PSDB) - Partido Democrático Trabalhista (PDT) - Partido da Frente Liberal (PFL) - Partido Verde (PV) |
|  | 56 |                         | Eclair (PRONA) Eclair Gonçalves Gomes Advogada                 |                              | Paulo Cury (PRP) Paulo Humberto Cury Vendedor                | Uberaba Participação, Trabalho, Justiça Social - Partido de Reedificação da Ordem Nacional (PRONA) - Partido Republicano Progressista (PRP) |

## Resultado da eleição
| 1º Turno 3 de outubro de 2004 | 1º Turno 3 de outubro de 2004 | 1º Turno 3 de outubro de 2004 | 1º Turno 3 de outubro de 2004 |
| Candidato(a)                  | Vice                          | Votação                       | Votação                       |
| Candidato(a)                  | Vice                          | Total                         | Porcentagem                   |
| ----------------------------- | ----------------------------- | ----------------------------- | ----------------------------- |
| Anderson Adauto (PL)          | José Elias Miziara (PMDB)     | 103.036                       | 67,21%                        |
| Fahim Sawan (PSDB)            | Turkinho (PDT)                | 34.552                        | 22,54%                        |
| Eclair (PRONA)                | Paulo Cury (PRP)              | 13.484                        | 8,80%                         |
| Adriano Espíndola (PSTU)      | Daniel Soares (PSTU)          | 2.230                         | 1,45%                         |
| Total de votos válidos        | Total de votos válidos        | 153.302                       | 100,00%                       |
| Votos apurados                |                               |                               |                               |
| Votos válidos                 | Votos válidos                 | 153.302                       | 93,11%                        |
| Votos em branco               | Votos em branco               | 3.220                         | 1,95%                         |
| Votos nulos                   | Votos nulos                   | 8.129                         | 4,94%                         |
| Total de votos apurados       | Total de votos apurados       | 164.651                       | 100,00%                       |
| Eleitores                     |                               |                               |                               |
| Comparecimento                | Comparecimento                | 164.651                       | 84,85%                        |
| Abstenções                    | Abstenções                    | 29.394                        | 15,15%                        |
| Total de eleitores            | Total de eleitores            | 194.045                       | 100,00%                       |

## Candidatos a Vereador
| Candidato                     | Partido | Votos |
| ----------------------------- | ------- | ----- |
| Lerin                         | PTN     | 3.791 |
| Afrânio                       | PFL     | 3.517 |
| Heli Andrade                  | PTB     | 3.194 |
| Itamar Ribeiro                | PDT     | 3.149 |
| Marilda Ribeiro Resende       | PT      | 3.010 |
| Valdecy Borracheiro           | PTC     | 2.982 |
| Bolão                         | PFL     | 2.876 |
| Tony Carlos                   | PL      | 2.733 |
| Cleber Cabeludo               | PMDB    | 2.672 |
| Osório Guimarães              | PFL     | 2.660 |
| Durval da Farmácia            | PP      | 2.550 |
| Paulo Pires                   | PP      | 2.503 |
| Borjao Marcelo Machado Borges | PMDB    | 2.414 |
| Massuo                        | PP      | 2.354 |
| Almir Silva                   | PP      | 2.298 |
| Teresinha Cartafina           | PSDB    | 2.266 |
| Ruberio Santos                | PDT     | 2.253 |
| Elmar Goulart                 | PMDB    | 2.072 |
| Dr. Heleno                    | PSDB    | 2.029 |
| Lourival dos Santos           | PSB     | 1.974 |
| Prof. Caixeta                 | PSDB    | 1.943 |
| Alan Carlos                   | PPS     | 1.781 |
| Ripposati                     | PV      | 1.764 |
| Professor Maurício            | PPS     | 1.710 |
| Pastor Carlos                 | PL      | 1.707 |
| Luiz Dutra                    | PP      | 1.707 |
| Doutor Sakamoto               | PFL     | 1.602 |
| Ildeu Menezes                 | PP      | 1.585 |
| Paulo Bispo                   | PSB     | 1.572 |
| Celinho                       | PT do B | 1.527 |
| Samuel Pereira                | PP      | 1.517 |
| Madalena Guapo                | PFL     | 1.461 |
| Ubirajara Jose Rodrigues      | PTB     | 1.442 |
| Evaristo Santos Bernardes     | PDT     | 1.392 |
| Noé Maia                      | PV      | 1.376 |
| Garrincha                     | PP      | 1.365 |
| Edivaldo Santos               | PP      | 1.313 |
| Professor Godoy               | PSL     | 1.306 |
| Newton Prata                  | PDT     | 1.280 |
| Valdir Barbosa                | PSC     | 1.249 |
| Jesus Manzano                 | PFL     | 1.199 |
| José Paulo Miguel             | PMDB    | 1.181 |
| Arly Coelho                   | PSDB    | 1.177 |
| Del Duque                     | PFL     | 1.116 |
| Hiroji Okano                  | PTB     | 1.049 |
| José Severino                 | PT      | 1.009 |
| Sandro Rocha                  | PT do B | 988   |
| Renato da Gazeta              | PTC     | 972   |
| Paulo Paiva                   | PSB     | 937   |
| Chiquinho                     | PSC     | 921   |
| Professor João Wilson         | PAN     | 914   |
| Josimar                       | PT      | 848   |
| Betinho                       | PT do B | 847   |
| Zé do Dão                     | PL      | 836   |
| Cleomar Barberinho            | PSL     | 795   |
| Jorge Ferreira                | PPS     | 790   |
| Gustavo Calçado               | PSB     | 789   |
| Nilsa                         | PMN     | 771   |
| Pedro Felício                 | PT do B | 747   |
| Eurípedes Alves               | PAN     | 739   |